# Focjusz (Mandalis)
Focjusz (gr. Μητροπολίτης Φώτιος, imię świeckie Sawwas Mandalis) (ur. 1968 na Rodos) – biskup Cerkwi Prawdziwych Prawosławnych Chrześcijan Hellady, od 2015 metropolita Dymitriadu.

## Życiorys
W 1987 został postrzyżony na mnicha, a w 1994 otrzymał święcenia diakonatu. Rok później przyjął święcenia prezbiteratu. W 1999 otrzymał chirotonię jako biskup maratoński. W 2015 wybrany został na metropolitę Dymitriadu.